# Ungheni (Moldavie)
Pour les articles homonymes, voir Ungheni.
Ungheni est une ville et un port fluvial situé en Moldavie et traversé par la rivière Prut. La ville a reçu sa charte par un édit du prince de Moldavie, Étienne le Grand le 20 août 1462. Il y a actuellement deux Ungheni, l'un sur la rive droite en Moldavie occidentale, dans le département roumain de Jassy, et l'autre, objet de cet article, sur la rive gauche bessarabienne, en république de Moldavie.
Cette séparation remonte à 1812 (annexion de la Moldavie orientale par l'Empire russe au traité de Bucarest), quand la rivière est devenue frontalière entre la Russie impériale (gouvernement de Bessarabie) et la principauté de Moldavie, qui forma ultérieurement le royaume de Roumanie.
En 1877, le bac reliant les deux moitiés d'Ungheni fut remplacé par le pont Eiffel d'Ungheni, construit au-dessus du Prut sur les plans de Gustave Eiffel. Entre 1945 et 1991, la rivière fut frontalière entre l'Union soviétique et la Roumanie communiste au sein du bloc de l'Est
Depuis 1991 la rivière est frontalière entre la Roumanie et la Moldavie et de ce fait, elle sépare aussi l'Union européenne et l'OTAN (rive droite) de la CEI et de la zone d'influence russe (rive gauche) et à ce titre, Ungheni est très surveillé par la Frontex.
En république de Moldavie, Ungheni est le chef-lieu du raion d'Ungheni.

## Jumelages
- Cascais (Portugal)
- Reghin (Roumanie)
- Auce (Lettonie)
- Dmitrovsk (Russie)
- Konin (Pologne)
- Vassylkiv (Ukraine)
- Winston-Salem (États-Unis)
- Mankato (États-Unis)

## Personnalités
- Emilia Plugaru (1951-), écrivaine de littérature pour la jeunesse, est née à Ungheni.

## Galerie

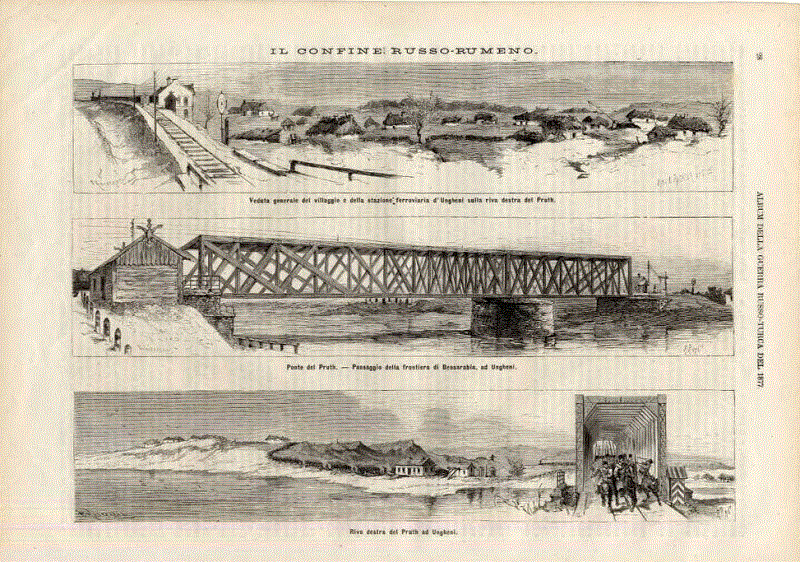
Page d'une revue italienne montrant le "Pont Eiffel" en 1877.
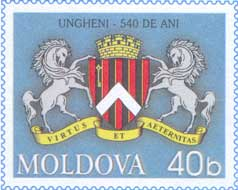
Timbre commémorant la charte de la ville.
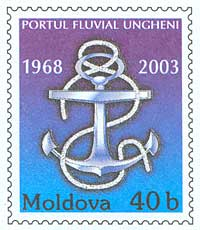
Timbre évoquant le port.
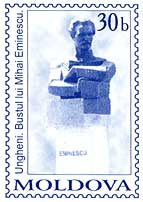
Timbre évoquant le buste du poète Mihai Eminescu à Ungheni.
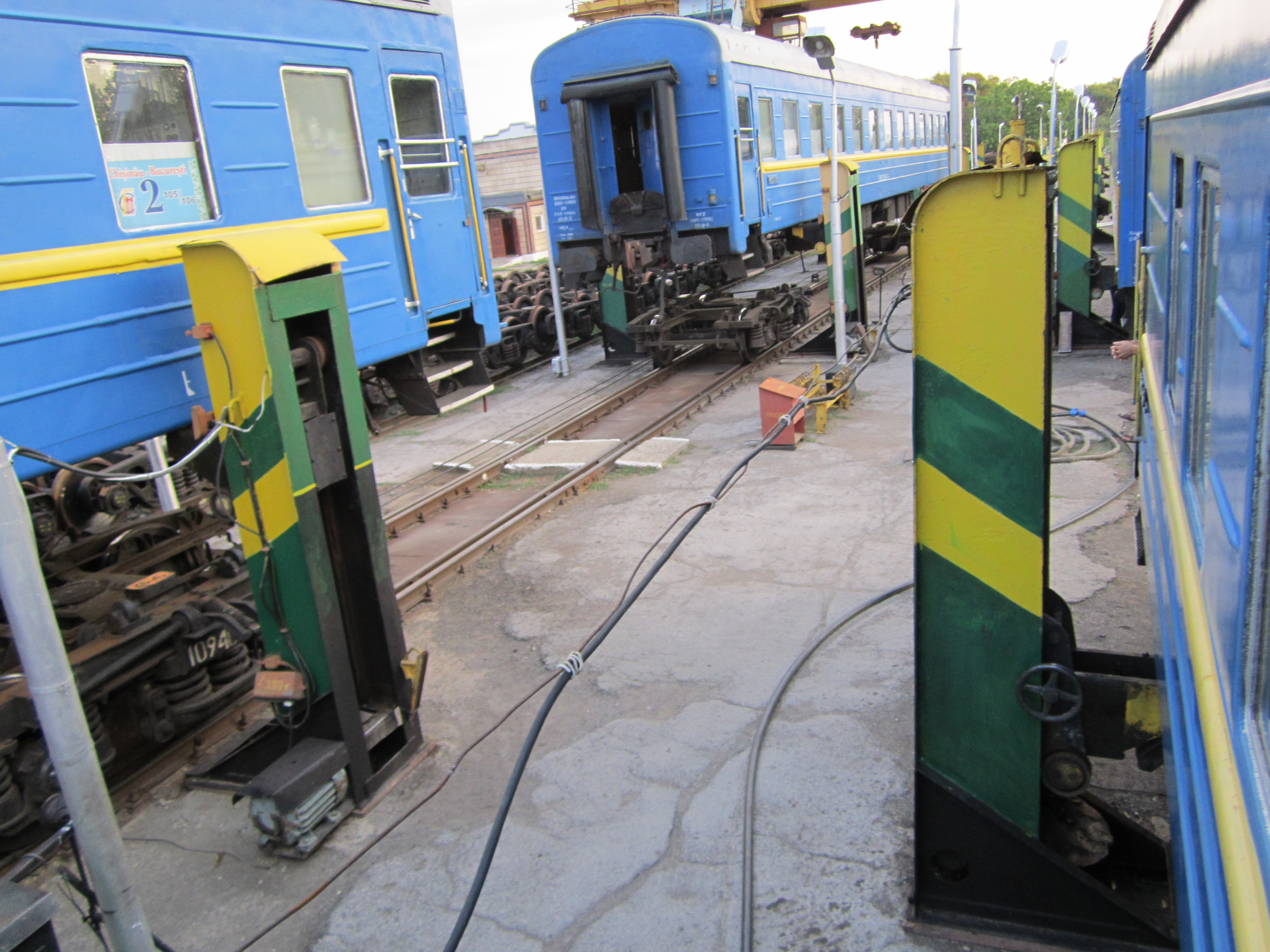
Train en gare de Ungheni.